# Geotrogus ignobilis
Geotrogus ignobilis är en skalbaggsart som beskrevs av Edmund Reitter 1902. Geotrogus ignobilis ingår i släktet Geotrogus och familjen Melolonthidae. Inga underarter finns listade i Catalogue of Life.